# Hugh David Politzer
Hugh David Politzer (New York, 31.  kolovoza 1949.), američki fizičar. Diplomirao 1969. na Michiganskom sveučilištu u Ann Arboru, doktorirao (1974.) na Harvardovu sveučilištu. Radio na Kalifornijskom tehnološkom institutu Caltech u Pasadeni, gdje je bio profesor teorijske fizike. U svojem prvom znanstvenom radu, objavljenome 1973., opisao je fenomen asimptotske slobode kvarkova unutar hadrona. Što su kvarkovi bliže, jaka nuklearna sila kojom međudjeluju slabija je, na malim udaljenostima gotovo iščezava i kvarkovi se gibaju kao slobodne čestice. Kad se kvarkovi razmiču jaka nuklearna sila (jako međudjelovanje) se naglo povećava i daljnje razmicanje kvarkova postaje nemoguće. To je otkriće dovelo do razumijevanja jake sile kao dijela standardnoga modela koji opisuje međudjelovanje temeljnih čestica i potaknulo je pokušaje sveobuhvatnijeg opisa temeljnih sila. Neovisno o njem do istog otkrića istodobno su došli D. J. Gross i F. A. Wilczek, za što su 2004. sva trojica dobila Nobelovu nagradu za fiziku.

## Kvark
Kvark (eng. quark, naziv što ga je uveo američki fizičar Murray Gell-Mann po riječi iz Joyceova romana Bdjenje nad Finneganom) je elementarna čestica, sastavnica hadrona, električnoga naboja ±e/3 ili ±2e/3, podložna jakom međudjelovanju. Sve do otkrića Ω– čestice kvarkovima se pridjeljivalo čisto matematičko značenje. Prve naznake njihove fizikalne stvarnosti (realnosti) pojavile su se u pokusima duboko neelastičnoga raspršenja elektrona na protonima, na Stanfordskome linearnom ubrzivaču čestica 1962. Opažanje raspršenja pod velikim kutovima (kakva su prije opažena u Rutherfordovim pokusima raspršenja alfa-čestica na listićima zlata) upućivalo je na postojanje tvrdih točkastih "jezgri" unutar protona. Slični pokusi provedeni potom neutrinskim snopovima na CERN-u nedvojbeno su potvrdili da je riječ o česticama trećinskog električnog naboja i polucijeloga spina. Za istraživanja putem duboko neelastičnih raspršenja kojima su ustanovljeni kvarkovi dodijeljena je Nobelova nagrada za fiziku 1990. J. I. Friedmanu, H. W. Kendallu i R. E. Tayloru. 
Godine 1974. otkriven je c-kvark (Nobelova nagrada 1976. B. Richteru i S. C. C. Tingu za otkriće J/ψ mezona). Slijedilo je i otkriće b-kvarka (1977.) i t-kvarka (1994.). Time je bio zaokružen skup kvarkova koji s leptonima čine temeljne građevne blokove opažene tvari (fizika elementarnih čestica). Riječ je o česticama spina 1/2, koje se pojavljuju u različitim vrstama, okusima, svrstanima u obitelji ili naraštaje. Tvari koje nas okružuju građene su od gornjega i donjega kvarka (u i d, od engl. up i down) prvog naraštaja. Takav uzorak s donjim kvarkom električnoga naboja (–1/3)e i gornjim kvarkom naboja (+2/3)e ponavlja se u drugome naraštaju s kvarkovima stranog i čarobnog okusa (s i c, od engl. strange i charm) te kvarkom ljepote i istine (b i t, od engl. beauty i truth) trećega naraštaja. Svaki se od navedenih kvarkova pojavljuje u tri boje. Te se boje shvaćaju kao naboji na koje se vežu gluoni, prijenosnici jakoga međudjelovanja opisanoga kvantnom kromodinamikom.
Na maloj međusobnoj udaljenosti (manjoj od 10–15 metara) kvarkovi se gibaju kao slobodne čestice, a na većim udaljenostima djeluju iznimno velikim privlačnim silama te se zbog toga ne mogu izdvojiti iz hadrona kao zasebne čestice (asimptotska sloboda).

### Asimptotska sloboda
Asimptotska sloboda je svojstvo kvarkova da se gibaju kao slobodne elementarne čestice na maloj međusobnoj udaljenosti (manjoj od 10–15 metara), a da djeluju iznimno velikim privlačnim silama na većim udaljenostima te da se zbog toga ne mogu izdvojiti iz hadrona kao zasebne čestice. Danas je ona jedna od temeljnih pretpostavki kvantne kromodinamike, a otkrili su je 1973. F. A. Wilczek, D. J. Gross i neovisno H. D. Politzer te za njezino otkriće dobili Nobelovu nagradu za fiziku 2004.

### Kvantna kromodinamika
Kvantna kromodinamika je fizikalna teorija koja opisuje djelovanje jake nuklearne sile unutar složenih subatomskih čestica, između kvarkova i gluona s pomoću triju svojstava nazvanih naboji boje: crveno, plavo i zeleno. Ona je važan dio standardnog modela čestica. Kvantna kromodinamika se razvila potkraj 20. stoljeća kada je s pomoću sve snažnijih ubrzivača čestica, maglene ili Wilsonove komore, komore s mjehurićima i drugih mjernih instrumenata otkriven velik broj vrsta subatomskih čestica i kada je postalo jasno da se neke od njih sastoje od sitnijih dijelova te su započela istraživanja njihove strukture.
Prema kvantnoj kromodinamici, s obzirom na naboj boje, čestice i antičestice su neutralne (bijele). Barioni sadrže po 3 kvarka različitih boja koje skupa daju neutralni naboj boje, a mezoni su građeni od kvarka i antikvarka naboja i antinaboja neke od boja. Gluoni, prijenosnici sile između kvarkova, također su nabijeni nabojem boje i djeluju i međusobno. S pomoću 8 vrsta gluona kvarkovi čine hadrone: na primjer protone, neutrone i pione. Međudjelovanje gluona objašnjava kratki doseg (manji od promjera atomske jezgre, oko 10–15 metara) jakih sila i asimptotsku slobodu gibanja kvarkova, to jest nemogućnost opažanja kvarkova izvan hadrona.

## Vanjske poveznice
- Nobel Citation